# صلاح حسب الله
صلاح حسب الله  هو أول متحدث للبرلمان المصري حيث أعلن الدكتور علي عبد العال رئيس المجلس بتعيين الدكتور صلاح حسب الله متحدثاً رسمياً بأسم البرلمان، وذلك للرد على الانتقادات التي توجه للمجلس وضبط الأداء الإعلامي الخاص بنشاطه وعمل وصلة بين البرلمان والصحفيين والإعلاميين لإيصال المعلومات الدقيقة حول نشاط المجلس.

## المؤهلات العلمية
حصل الدكتور صلاح حسب الله على دكتوراه في الإدارة الرياضية من جامعة حلوان، وحاصل على ليسانس حقوق من جامعة القاهرة ثم حصل على دبلوم الدراسات العليا في السياسة الدوليه قبل ترشحه في انتخابات 2015.

## حياته البرلمانية
أنغمس بالعمل السياسي لسنوات طويله حيث ترأس اتحاد طلاب جامعة حلوان وترأس المكتب التنفيذي لأتحاد جامعات طلاب مصر عام 1992 ثم بعد تخرجه انضم للحزب الوطني ثم حزب الوفد كما كان رئيسًا سابقًا لحزب الحرية، وبقي رئيساً له إلى ان أعلن أعتذاره عن إستكمال رئاسه الحزب لانشغاله بالإستعداد لخوض انتخابات مجلس النواب المنعقدة في عام 2020، وهو أيضاً عضو سابق بمجلس النواب لعام 2015 عن دائرة شبرا الخيمة أول، بمحافظة القليوبية طرح نفسه للترشح على منصب وكيل مجلس النواب وهو المتحدث الرسمي باسم إئتلاف دعم مصر.